# Energia potencial de convecció disponible

Diagrama skew T. La línia vermella és la temperatura, la línia verda és el punt de rosada, i la línia groga és la massa d'aire aixecat.

Energia potencial de convecció disponible (en anglès: convective available potential energy,CAPE, de vegades simplement energia potencial disponible (available potential energy, APE), és la quantitat d'energia (expressada en joules per quilogram, símbol : J/kg, o l'equivalent m²/s² rarament utilitzat, que té una massa d'aire més calent que el seu entorn cosa que resulta en una força ascensional a causa de la força d'Arquimedes. Això es produeix quan es supera el nivell de lliure convecció de la massa d'aire. CAPE és efectivament la flotabilitat positiva d'una massa d'aire i és un indicador de la inestabilitat atmosfèrica, cosa que la fa molt valuosa per a predir el temps greu. És una forma d'inestabilitat del fluid que es troba en atmosferes tèrmicament estratificades en la qual un fluid més fred se superposa a un de més càlid. Quan una massa d'aire és inestable, l'element de la massa d'aire que es desplaça cap amunt s'accelera pel diferencial de pressió entre l'aire desplaçat i l'aire ambient a l'altitud (superior) a la qual es desplaça. Aquest sol crear núvols de convecció desenvolupats verticalment, a causa del moviment ascendent, cosa que eventualment pot conduir a tempestes elèctriques. També podria ser creat per altres fenòmens, com un front fred. Fins i tot si l'aire és més fresc a la superfície, encara hi ha aire més calent als nivells mitjans, que poden ascendir als nivells superiors. No obstant això, si no hi ha present prou vapor d'aigua, no hi ha capacitat per a la condensació, i per tant, les tempestes, els núvols, i la pluja no es formaran.

## Mecànica

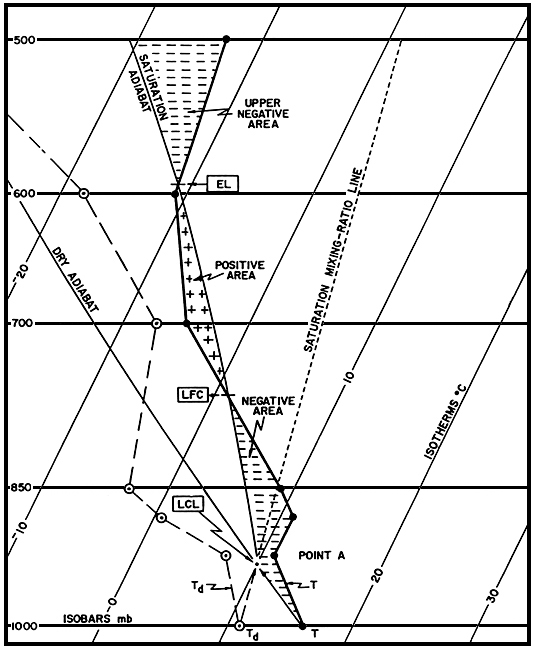
Diagrama Skew-T diagram amb les característiques importants marcades

El CAPE existeix dina la capa amb inestabilitat condicional de la troposfera, la capa convectiva lliure (FCL), on la massa ascendent d'aire és més càlida que l'aire ambient. Qualsevol valor de CAPE més gran que 0 J/kg indica inestabilitat i la possibilitat de tempestes de trons. La CAPE genèrica es calcula per càlcul de la flotabilitat vertical mitjançant la integració matemàtica des del nivell de convecció lliure (LFC) fins al nivell d'equilibri (EL):
{\displaystyle \mathrm {CAPE} =\int _{z_{\mathrm {f} }}^{z_{\mathrm {n} }}g\left({\frac {T_{\mathrm {v,parcel} }-T_{\mathrm {v,env} }}{T_{\mathrm {v,env} }}}\right)\,dz}
Onre {\displaystyle z_{\mathrm {f} }} és l'altitud del nivell de convecció lliure i {\displaystyle z_{\mathrm {n} }} és l'altitud del nivell d'equilibri (flotabilitat neutral), on {\displaystyle T_{\mathrm {v,parcel} }} és la temperatura virtual de la massa específica, on {\displaystyle T_{\mathrm {v,env} }} és la temperatura virtual de l'ambient i on {\displaystyle g} és la acceleració deguda a la gravetat. La CAPE per a una regió donada sovint es calcula a partir de diagrames termodinàmics o diagrames de sondeig atmosfèric (per exemple un diagrama Skew-T log-P) usant dades de la temperatura de l'aire i del punt de rosada normalment mesurats utilitzant un globus meteorològic.